# Adelaide de Saboia
Adelaide de Saboia, também conhecida como Adelaide de Maurienne, Adela ou Alice (1092 — Montmartre, 18 de novembro de 1154) foi rainha consorte de França, casada com Luís VI de França.

## Família
Filha de Gisela da Borgonha e de Humberto II de Saboia e Moriana, era sobrinha do papa Calisto II (que chegou a visitá-la na corte francesa), irmã de Amadeu III de Saboia, e portanto tia de Mafalda de Saboia, rainha consorte de D. Afonso Henriques, primeiro rei de Portugal.

## Biografia
Perdendo o seu pai em criança (1103), Adelaide e os seus irmãos foram educados pela sua mãe, que se casou pela segunda vez, em 1105, com o marquês Rainério I de Monferrato. A 3 de agosto de 1115, tornou-se rainha consorte de França ao se casar na Catedral de Notre-Dame de Paris com o rei Luís VI, de quem teve oito filhos.

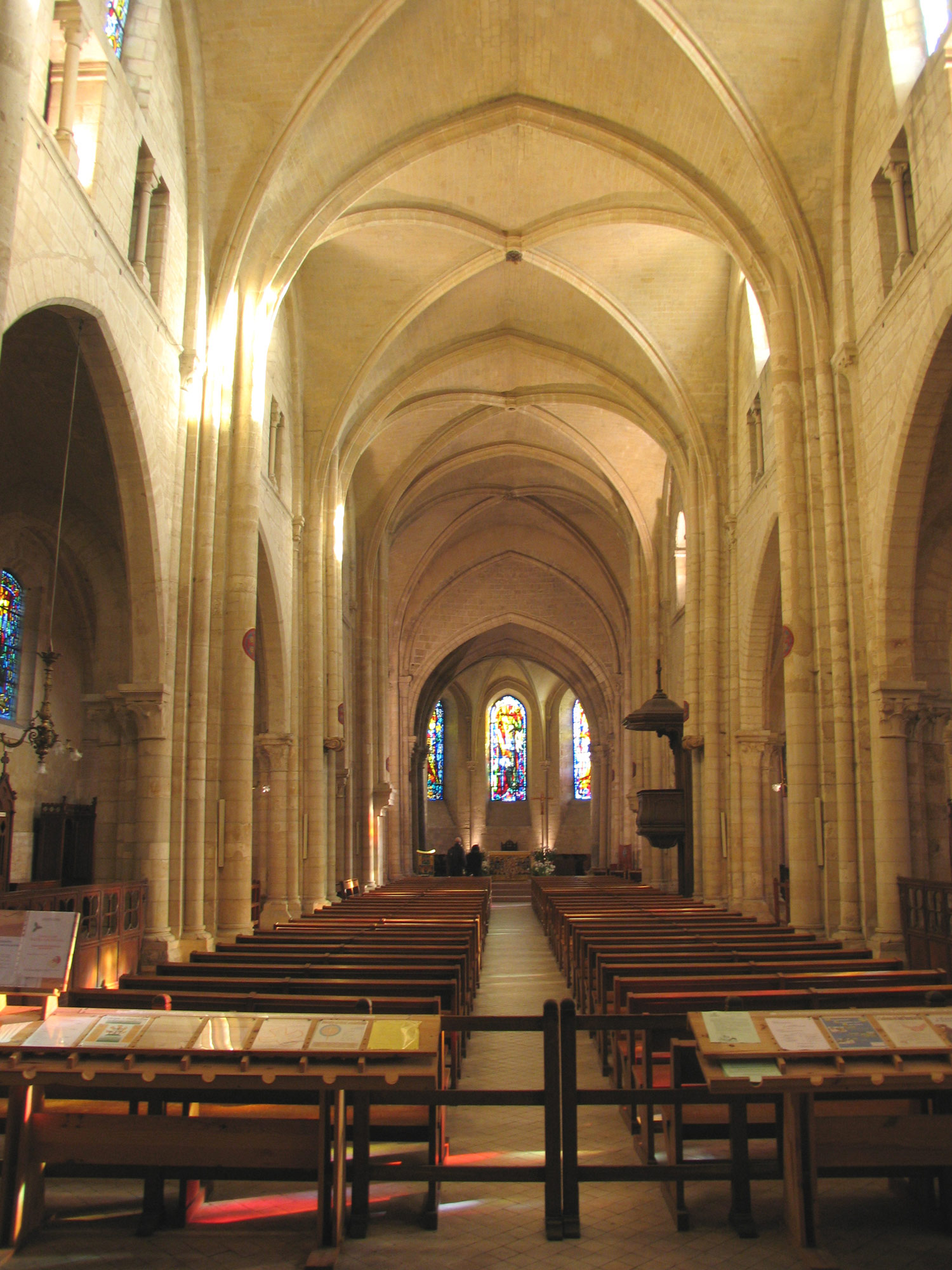
Nave da igreja de Saint-Pierre de Montmartre, local de sepultamento de Adelaide de Saboia

Lembrada como sendo uma mulher feia, mas atenciosa e pia, durante a sua estadia na corte de França Adelaide foi uma rainha influente, auxiliando o seu marido nos assuntos do Estado e sendo responsável pela educação dos seus filhos.
Com a morte de Luís VI em 1137, subiu ao trono o fraco Luís VII, que preferiria ter seguido a vida monástica, e Adelaide tornou-se rainha-mãe de França, partilhando poder e influência com o Abade Suger de Saint-Denis. Casou-se em segundas núpcias com o condestável Mateus I, senhor de Montmorency, de quem terá tido uma filha.
Adelaide foi uma de duas rainhas protagonistas de uma lenda contada pelo nobre inglês William Dugdale. Segundo esta, ter-se-á enamorado de um jovem cavaleiro, Guilherme d'Albini, em um torneio. Uma vez que este já estava noivo da rainha inglesa Adeliza de Lovaina, viúva de Henrique I da Inglaterra, e se recusou a tornar-se seu amante, a ciumenta Adelaide teria lhe armado uma cilada com um leão esfomeado, mas Guilherme arrancou a língua do animal com as mãos, matando-o. É sem dúvida uma história apócrifa.
Em 1153 obteve o consentimento do marido para se retirar para a abadia de Montmartre, que fundara com o rei Luís VI, falecendo lá a 18 de Novembro de 1154. Foi sepultada na igreja de Saint-Pierre de Montmartre.

## Descendência
- Filipe de França (1116 - 13 de Outubro de 1131), rei subordinado a Luís VI entre 1129 e 1131, morreu em consequência de uma queda de cavalo
- Luís VII de França (1120-1180)
- Henrique (1121-1175), bispo de Beauvais e arcebispo de Reims
- Hugo (n. c. 1122), morreu jovem
- Roberto I, conde de Dreux e de Perche (c.1123-1188)
- Constança (c.1124 - 11 de Outubro de 1176), casada em 1140 com Eustácio IV, conde de Bolonha, e em 1154 com Raimundo V, conde de Toulouse
- Filipe (c.1125-1161), bispo de Paris
- Pedro I de Courtenay (c.1125-c.1182), casado em 1152 com Isabel de Courtenay